# Mirošov (Plzeň)
Mirošov è una città della Repubblica Ceca facente parte del distretto di Rokycany, nella regione di Plzeň.